# 顧瑄 (弘治進士)
顧瑄（1470年—？），字玉卿，錦衣衛旗籍，浙江平湖縣人，明朝政治人物。

## 生平
順天府鄉試第五十五名舉人。弘治十八年（1505年）中式乙丑科會試第二百八十八名，三甲第一百七十六名進士。官知縣。

## 家族
曾祖顧祥；祖父顧敬，總旗；父顧榮，總旗。母余氏；繼母牛氏。永感下。